# Gangadhar
Der Gangadhar (auch Gadadhar) ist ein rechter Nebenfluss des Brahmaputra im indischen Bundesstaat Assam und in Bangladesch.
Der Gangadhar entsteht am Zusammenfluss von Sankosh (links) und Raidak (rechts). Am linken Flussufer befindet sich die Kleinstadt Tamarhat. Der Gangadhar durchfließt die Duar-Ebene in südlicher Richtung. Bei Flusskilometer 24 wird der Fluss von der Chilarai-Brücke überquert. Etwa 18 km oberhalb der Mündung passiert der Fluss die am linken Ufer gelegene Kleinstadt Golakganj. Kurz vor der Mündung in die Jamuna, dem unteren Flussabschnitt des Brahmaputra, überquert der Fluss die Grenze nach Bangladesch. Der Gangadhar hat eine Länge von ca. 50 km. Sein Einzugsgebiet umfasst eine Fläche von ca. 15.300 km². In der Monsun-Zeit führt der Fluss Hochwasser.